# John Smoltz
John Andrew Smoltz (Warren, Míchigan, 15 de mayo de 1967) es un exlanzador de Ligas Mayores. Es más conocido por su prolífica carrera a lo largo de más de dos décadas con los Atlanta Braves, en las que obtuvo 8 nominaciones al Juego de Estrellas y ganó el Premio Cy Young en la temporada de 1996. Aunque principalmente conocido como pitcher abridor, Smoltz se convirtió en relevista en la temporada de 2001, después de recuperarse de la cirugía Tommy John, y pasó cuatro años como cerrador, antes de regresar a su rol de pitcher abridor. En 2002 se convirtió en el segundo jugador en la historia en obtener temporadas con 20 victorias y 50 salvamentos (el otro siendo Dennis Eckersley miembro del Salón de la fama). Es el único pitcher en la historia en tener 200 victorias y 150 salvamentos. Se convirtió en el décimo sexto miembro del Club de los 3000 ponches el 22 de abril de 2008, cuando poncho a Felipe López de los Washington Nationals en Atlanta. Fue elegido al Salón de la Fama en enero de 2015, en su primer año de elegibilidad, junto con Pedro Martínez, Randy Johnson y Craig Biggio.

## Ligas Menores y canje a Atlanta
John Smoltz fue un All-State en béisbol y basquetbol jugando con la preparatoria Waverly en Lansing, Míchigan antes de que los Detroit Tigers lo seleccionaran en la ronda 22 del Draft Amateur de Béisbol de 1985. Fue la selección 574 del draft.
Smoltz jugó primero para el equipo de Ligas Menores Lakeland Flying Tigers para después pasar a los Glens Falls Tigers en 1987. El 12 de agosto de 1987 fue canjeado a los Atlanta Braves. Los Tigres de 1987 estaban en una competencia de tres equipos, persiguiendo a los Toronto Blue Jays por el liderazgo de la división AL East. Necesitado de ayuda en el pitcheo, Detroit envió al prospecto de 20 años a Atlanta por el jugador veterano Doyle Alexander.